# Sophiaspoortunnel
Der Sophiaspoortunnel ist ein zweigleisiger Eisenbahntunnel der Betuweroute in Südholland, der unter dem Noord, einem Mündungsarm der Rheins, hindurchführt und kurz vor dem Rangierbahnhof Kijfhoek endet.
Der 2003 fertiggestellte Tunnel besteht aus zwei 6,3 km langen Röhren, von denen jeweils ein 4,2 km langer Abschnitt mit einer Tunnelbohrmaschine von Herrenknecht ausgebrochen wurden. Der Durchmesser des Ausbruchs betrug 9,8 m. Die beiden Röhren sind mit 14 Querschlägen miteinander verbunden. Der Ausbruch der Querschläge erfolgte unter Anwendung des Gefrierverfahrens, um das Erdreich während den Bauarbeiten standfest zu machen.